# Acmopolynema immaculatum
Acmopolynema immaculatum är en stekelart som beskrevs av Schauff 1981. Acmopolynema immaculatum ingår i släktet Acmopolynema och familjen dvärgsteklar. Inga underarter finns listade i Catalogue of Life.